# 野間和子
野間 和子（のま かずこ、1941年 - 2018年）は、日本の精神科医。群馬県桐生市出身。
横浜市立大学医学部を卒業後、神奈川県立こども医療センターに勤める。1991年、野間メンタルヘルスクリニックを開業し、その院長となる。

## 著作
- 男の子を育てる（大泉書店、1998年）ISBN 4-278-03631-0。
- 女の子を育てる（大泉書店、1998年）ISBN 4-278-03632-9。